# Carignan Blanc
Carignan Blanc ist eine Weißweinsorte. Es handelt sich um eine Mutation der Rebsorte Carignan Gris. Sie wurde im Jahr 1900 von Combettes und Despetits entdeckt und erstmals beschrieben. Die Rebsorte ist sehr anfällig gegen den Echten Mehltau sowie gegen die Rohfäule.
Carignan Blanc wird in der Hauptsache in den französischen Départements Hérault, Pyrénées-Orientales, Aude und Gard angebaut. Während im Jahr 1958 noch 2316 Hektar bestockter Rebfläche erhoben wurden, lag der Bestand 1998 bei 1089 Hektar und im Jahr 2007 bei 460 Hektar. Sie ist zwar in der Appellation Faugères zugelassen, wird aber in der Hauptsache zu einfachen Tafelweinen verarbeitet. Sie ergibt säuerliche, sehr neutrale Weißweine, die fast ausschließlich zum Verschnitt mit anderen Sorten eingesetzt werden.
Siehe auch den Artikel Weinbau in Frankreich sowie die Liste von Rebsorten.
- Synonyme: Feher Carignan, Karinjan
- Abstammung: Mutation des Carignan Gris

## Ampelographische Sortenmerkmale
In der Ampelographie wird der Habitus folgendermaßen beschrieben:
- Die Triebspitze ist offen. Sie ist weißwollig behaart und rötlich gerändert. Die gelblichen Jungblätter sind ebenfalls weißwollig überzogen und werden schnell dünn sowie glänzend.
- Die sehr großen Blätter sind fünflappig und stark gebuchtet (siehe auch den Artikel Blattform). Die Stielbucht ist U-förmig geöffnet. Das Blatt ist spitz gesägt. Die Zähne sind im Vergleich der Rebsorten groß. Die Blattoberfläche (auch Blattspreite genannt) ist rau blasig.
- Die konus- bis walzenförmige Traube ist groß, geschultert oder verzweigt und dichtbeerig. Die rundlichen Beeren sind mittelgroß und gelblicher Farbe. Die Reben sind dickschalig und das Mostgewicht meist hoch.

Carignan  reift fast 30 Tage nach dem Gutedel. Sie gilt somit als spät reifend.  Der späte Austrieb bewahrt ihn vor Spätfrostgefährdung. Die wuchskräftige Sorte erbringt gleichmäßig hohe Erträge.
Sie ist stark  anfällig gegen den Echten Mehltau und gegen den Falschen Mehltau und neigt aufgrund der Dichtbeerigkeit zu Rohfäule. Carignan Blanc ist eine Varietät der Edlen Weinrebe (Vitis vinifera). Sie besitzt zwittrige Blüten und ist somit selbstfruchtend. Beim Weinbau wird der ökonomische Nachteil vermieden, keinen Ertrag liefernde, männliche Pflanzen anbauen zu müssen.